# Djalma Santos
Djalma Santos, tên đầy đủ là Djalma Pereira Dias dos Santos (27 tháng 2 năm 1929 - 23 tháng 7 năm 2013, sinh tại São Paulo, Brasil), là một cựu cầu thủ bóng đá người Brasil, từng chơi cho đội tuyển bóng đá quốc gia Brasil trong bốn World Cup và dành hai chức vô địch năm 1958 và 1962. Santos là một trong những hậu vệ xuất sắc nhất từng chơi cho Brasil.
Ông là người Brasil đầu tiên có 100 lần thi đấu cho đội tuyển quốc gia. Ông tham gia 4 kỳ World Cup 1954, 1958, 1962, 1966. Lần cuối tham gia World Cup là ông đã 37 tuổi. Ông đã ghi bàn thắng cuối cùng trong trận chung kết WC 1962 vào lưới thủ môn Schroiff của Tiệp Khắc và đem về chiêc cúp vô địch thứ 2 cho người Brasil.
Năm 2004, Pelé bầu ông vào danh sách FIFA 100.
Ông mất ngày 23 tháng 7 năm 2013 tại Uberaba, thọ 84 tuổi.